# Министерство внутренних дел Северной Македонии
Министерство внутренних дел Северной Македонии (макед. Министерство за внатрешни работи на Северна Македонија) — главный орган исполнительной власти Северной Македонии, выполняющий функции по обеспечению общественной безопасности граждан, охране правопорядка и борьбе с преступностью.

## История
Де-факто впервые МВД Македонии появилось во время существования самопровозглашённой Крушевской республики. Своеобразную должность ответственного за безопасность и порядок в республике занимал Христо Кюрчиев. Однако официально МВД Македонии было сформировано в августе 1944 года на Первом съезде Антифашистского собрания по народному освобождению Македонии (съезд начался 2 августа).
6 августа в селе Рамно было учреждено восемь комитетов, главой Комитета внутренних дел Македонии был избран Кирилл Петрушев. В 1945 году во время парламентских выборов в Македонии на Третьем заседании АСНОМ вместо Комитетов появились Министерства, и 16 апреля 1945 года Петрушев был назначен Министром внутренних дел Народной Республики Македонии.
В наши дни должность министра внутренних дел занимает Наке Чулев. В обязанности министерства входит не только обеспечение правопорядка в стране, но и борьба с международным терроризмом: так, МВД Северной Македонии активно сотрудничает с МВД Сербии в борьбе с албанскими террористами.